# Післяопераційний період
Післяопераційний період — період, що триває з моменту завершення операції та до одужання чи встановлення інвалідності (тимчасової чи постійної) пацієнта.
П.о.період поділяють на ранній, пізній та віддалений (реабілітаційний). Ранній — триває до 7 днів з моменту завершення операції, пізній — до 3 тижнів, віддалений — з 3 тижня та до 3-12 місяців. Тривалість віддаленого періоду складне організаційно-лікувальне і юридичне питання із багатофакторним середовищем впливу.
Загальна тривалість п.о.періоду залежить від багатьох факторів, наприклад від тривалості та обсягу операції, крововтрати та стану пацієнта до операції та інш.
В зв'язку з операційною травмою розвиваються порушення функцій внутрішніх органів та обмінних процесів різного ступеня.
Для уникнення появи порушень чи зменшення їх проявів, в передопераційний період проводять відповідну підготовку пацієнта: по органах і системах, здійснюють премедикацію.
За певних обставин (порушення режиму лікування, недогляд, особливості біохімічних процесів в стані стресу та багато інших) розвиваються післяопераційні ускладнення.

## Фази перебігу
1. Катаболічна фаза.
2. Фаза зворотнього розвитку.
3. Анаболічна фаза.

Катаболічна фаза триває 3-4 дні. Ця фаза є захисною реакцією організму оперованого пацієнта, що спрямована на підняття опірності за рахунок великої витрати енергетичних та пластичних матеріалів: відбувається інтенсивне розчеплення та розпад білків, жирів(ліпідів) та вуглеводів і як наслідок утворюється велика кількість продуктів розпаду, що чинять токсичну дію, в тому числі відбувається зміна pH крові в кислу сторону — ацидоз.
Фаза зворотнього розвитку триває 4-6 днів. Якщо організм вдало справився з негативними наслідками попередньої фази, розпочинається інтенсивний процес синтезу, клінічно це проявляється покращенням загального стану пацієнта: зменшення болю, відновлення нормальної температури тіла, поява апетиту.
Анаболічна фаза — середня тривалість 2-5 тижнів. Це період одужання: відновлення нормальної маси тіла, повне загоєння післяопераційної рани з утворенням рубця на шкірі (чи слизових), відновлення нормальних функцій внутрішніх органів та систем на доопераційному рівні.
Для частини оперованих пацієнтів, остання фаза несе лише полегшення або покращення, без повного одужання, наприклад при видаленні органу чи його частини, ампутації кінцівки.

## Післяопераційний догляд
Сучасний науково-практичний підхід до п.о.періоду передбачає максимально активне ведення: адекватний контроль життєво важливих показників організму, догляд за ротовою порожниною, раннє вставання чи рухи в ліжку (зміна положення самостійно чи з допомогою), адекватне знеболювання, перев'язка хірургічної рани, парентеральне та ентеральне харчування, симптоматична терапія.
Післяопераційних хворих поділяють на три групи:
- пацієнти із стабільними функціями життєво важливих органів та систем;
- пацієнти з лабільними показниками життєво важливих функцій;
- пацієнти у критичному стані.

Пацієнтів першої групи розміщують у відділенні хірургічного профілю в післяопераційній палаті, пацієнтів в критичному стані — у спеціалізованих відділеннях інтенсивної терапії (ПІТ) чи відділенні анестезіології та реанімації.
Ці принципи ведення п.о.періоду є узагальненими, а тому потребують: контролю та корегування відповідно до індивідуального перебігу у конкретного пацієнта, суворого дотримання призначень.

## Післяопераційна реабілітація
Ще один важливий етап відновлення пацієнта в післяопераційному періоді, окрім догляду є реабілітація: соціальна, психологічна, медична, де інструментами є ЛФК, фізіотерапія, психологія.
Найчастішими елементами як догляду так і реабілітації є дихальна гімнастика та системна лікувальна фізкультура.